# Vipera shemakhensis
Vipera shemakhensis (лат.) — вид ядовитых змей рода настоящих гадюк семейства гадюковых. Подвидов не образует. Эндемик Азербайджана. Распространен на северо-востоке Азербайджана (Шеки-Шамахинский районы).

## Описание
Длина 55—60 см. Яд для человека менее опасен[чем?].

## Распространение
Распространён в северо-восточной части Азербайджана, в том числе в Шамахском районе. Название было взято из названия района, где он был обнаружен.